# Jan Palouš (astronom)
Jan Palouš (* 31. října 1949 Praha) je český astronom, který se zabývá především studiem galaxií, mezihvězdného prostředí a vzniku hvězd. Je synem filosofa a rektora UK Radima Palouše a bratrem chartisty, diplomata a politika Martina Palouše.

## Vědecká činnost
Jan Palouš vystudoval v roce 1972 Matematicko-fyzikální fakultu Univerzity Karlovy. V roce 1977 získal titul kandidáta věd a v roce 1993 doktora věd.
Od roku 1973 pracuje v Astronomickém ústavu Akademie věd, kde více než 10 let vedl Oddělení galaxií a planetárních systémů.. Po dvě období (1996 – 2004) byl ředitelem tohoto ústavu. Zabývá se zde studiem dynamiky vývoje galaxií a tvorby hvězd na rázových vlnách v turbulentním mezihvězdném prostředí.
Působí též jako úspěšný pedagog na Astronomickém ústavu Univerzity Karlovy; v roce 1994 se zde habilitoval na docenta a v roce 2001 byl jmenován profesorem.

### Ocenění

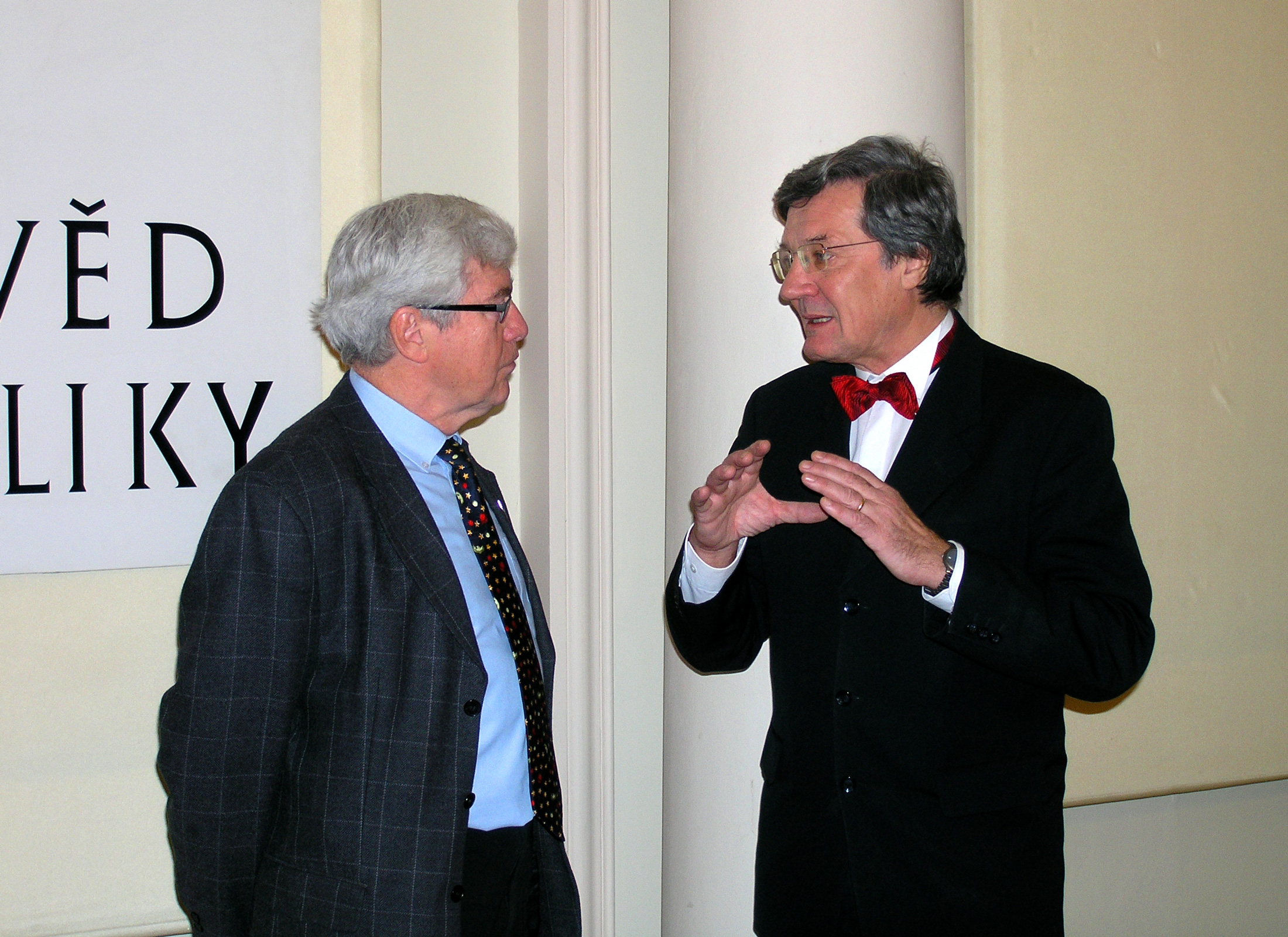
Jiří Grygar a Jan Palouš v roce 2009

- od 2009 – člen Učené společnosti ČR[3]
- 2014 – medaile Ernsta Macha za zásluhy ve fyzikálních vědách (Akademie věd ČR)
- 2015 – Nušlova cena, nejvyšší vyznamenání České astronomické společnosti
- 2025 – Medaile za zásluhy o rozvoj vědy (Učená společnost ČR)[4]